# Rječnik stranih riječi (Klaić)
Rječnik stranih riječi Bratoljuba Klaića najpoznatiji je hrvatski rječnik, a poznat je i u drugim zemljama svijeta. Postoji mnogo izdanja rječnika, nekoliko i pod drugim ali ipak sličnim imenima. Prvo izdanje Rječnika stranih riječi izašlo je 1951. godine od Izdavačke kuće Zora nakon čega je do 1970. godine promijenio naziv u Veliki rječnik stranih riječi, a potom i u Rječnik stranih riječi A - Ž.  Rječnik stranih riječi A - Ž je jedan od najpoznatijih i najprodavanijih te je izdan po prvi puta 1978. godine. Najnovije izdanje rječnika, Novi rječnik stranih riječi, izašlo je 2012. godine, a izdala ga je Školska knjiga. Do sada ukupno je izašlo 14 Klaićevih rječnika.
Klaićeve rječnike ima gotovo svako kućanstvo. Najveća potražnja za rječnikom bila je prije dolaska računalnoga doba iako je i danas jako korišten i tražen. Rječnik je opširan i kvalitetan te se novija izdanja mogu naći u većini knjižara u Hrvatskoj. Rječnik sadrži brojne posuđenice, usvojenice, novotvorenice i sve druge manje jasne i manje poznate riječi. Osim samih riječi, rječnik sadržava brojne izreke i poslovice, najviše latinske, njemačke, francuske i antičke grčke izreke. 

## Opis

### Rječnik stranih riječi
Prva izdanja Rječnika stranih riječi nisu bila tiskana u velikom rječničkom formatu. Sva izdanja rječnika imaju tvrde korice. 

### Veliki rječnik stranih riječi
Veliki rječnik stranih riječi ima crvene korice s nazivom rječnika pisanim velikim tiskanim slovima. Iznad naslova nalazi se ime autora ovoga rječnika također velikim tiskanim slovima, pisan manjom veličinom fonta od naslova knjige. Na dnu korice nalazi se naziv izdavačke kuće koja je u to vrijeme bila Zora pisana jednakom veličinom fonta kao i naziv autora. 

### Rječnik stranih riječi A - Ž
Izašlo je nekoliko izdanja Rječnika stranih riječi A - Ž, a nazvan je tako zato što sadržava riječi počevši od slova A do slova Ž. Korice rječnika su dostupne u nekoliko različitih boja, izdanje iz 1978. godine ima mramornu boju, a daljnja izdanja i bijelu, zelenu, crvenu, tamnoplavu i crnu boju. Rječnik ima pet stranica predgovora nakon čega ima objašnjenja znakova i skraćenica, Sam rječnik ima 1456 dvostupačnih stranica velikog rječničkog formata. Podnaslov rječnika je Tuđice i posuđenice.

### Novi rječnik stranih riječi
Najnovije izdanje, Novi rječnik stranih riječi, crvene je boje korica i izdan je 2012. godine, sadržava više od 2000 novih natuknica više od prethodnog izdanja. Novi rječnik stranih riječi za razliku od prethodnog izdanja nema podnaslova.

## Izdavanje
Prva izdavačka kuća koja je izdala rječnik bila je Zora. Rječnik stranih riječi A - Ž i sva njegova izdanja izdao je Nakladni zavod Matice hrvatske. Novi rječnik stranih riječi koji je izdan 2012. godine izdala je Školska knjiga.

## Rad na rječniku
Autor rječnika je hrvatski jezikoslovac, kroatist i prevoditelj Bratoljub Klaić. Rječnik stranih riječi A - Ž priredio je Željko Klaić. Na korekturi su radili Nada Anić i Branko Erdeljac. Rječnik je opremio Alfred Pal, a tiskao Štamparski zavod »Ognjen Prica«. Novi rječnik stranih riječi je dizajnirao »Nada Dogan Dizajn«.